# Carl Hammoud
Carl Erik Hammoud, född 3 april 1976 i Stockholm, är en svensk konstnär.
Carl Hammoud utbildade sig vid Konsthögskolan Valand i Göteborg 1999-2004. Han arbetar främst med måleri och har sedan 2005 ställt ut i Stockholm, London, New York och Tyskland. 
Hammoud tilldelades Ester Lindahls stipendium 2006 och var 2012 den förste mottagaren av Åke Andréns konstnärsstipendium. Carl Hammoud fick 2020 Sten A Olssons kulturstipendium.
| ”                        | [Carl Hammoud] är en enveten och dröjande målare som med små penslar och ett fenomenalt ljusmåleri snarare söker sig till, än undviker, komplexitet. I fokus står ofta det övergivna rummet - det magiska och förtätade - överfyllt av oskrivna papper, arkiverade böcker, omkullvälta stolar och tomma hyllors vemod. Bildvärlden är alltid exakt, sordinerat ödslig, och satt i en hårfin balans mellan kaos och ordning. | „ |
| – Mårten Castenfors 2012 | |   |

Han är bosatt och verksam i Stockholm.

## Offentliga verk i urval
- Reception, installation i ek med detaljer i mässing samt säkerhetsglas, plexiglas och lågenergilampor, 2007, i entréhallen till Stockholms tingsrätts säkerhetssalar, Bergsgatan 50 i Stockholm[4]

- Hammoud finns representerad vid bland annat Göteborgs konstmuseum[5].